# Cova del Racó d'en Perdigó
La Cova del Racó d'en Perdigó és una cova natural del municipi Vandellòs i l'Hospitalet de l'Infant (Baix Camp) amb representacions de pintura rupestre protegides com Patrimoni de la Humanitat en el conjunt de l'Art rupestre de l'arc mediterrani de la península Ibèrica. Està situada en un cingle del marge dret del barranc de Vilaplana, en una raconada anomenada Racó d'en Perdigó, entre la Cova de l'Escoda i la Balma d'en Roc també amb pintures rupestres.
La balma on es troben les pintures forma una doble concavitat. Les seves dimensions són de 9 metres de llargada, 3 metres d'alçada i uns 2 metres de fondària. Les pintures es troben a la part mitjanera que separa les dues concavitats i a la part dreta. Estan orientades a l'est. En total s'han comptabilitzat set pictogrames de color vermell d'estil naturalista-estilitzat. Cinc dels pictogrames representen figures humanes -4 d'ells arquers-. La resta dels pictogrames estan formats per restes de pigment i algunes taques de color que no presenten formes reconeixedores. L'estat de conservació de les figures humanes és força regular, tirant a dolenta. Cal destacar que un parell d'arquers que miren cap a l'esquerra, presenten el cap lleugerament ovalat o el·líptic. El cos està format per un traç molt perdut a la zona de la cintura i els braços (separats del cos), que mantenen un arc del qual només es conserven algunes línies. Les cames han estat executades de forma realista.
Aquest conjunt és significatiu d'entre els jaciments de pintura rupestre d'estil naturalista o llevantí. Per l'estil de les figures representades aquest conjunt hauria de posar-se en relació amb els conjunts del sud de Tarragona i, fins i tot, amb les pintures de la Valltorta de Castelló.
Les pintures van ser descobertes en la dècada del 1920 durant una prospecció de l'Institut d'Estudis Catalans. Es donaven per destruïdes fins que van ser localitzades de nou el 1988.